# Māori Party
Māori Party – nowozelandzka partia polityczna reprezentująca mniejszość rdzennych mieszkańców tego państwa, Maorysów. W celu zapewnienia im odpowiedniej reprezentacji w parlamencie, partii tej nie obowiązuje próg wyborczy.